# Distrito Escolar Upper Darby

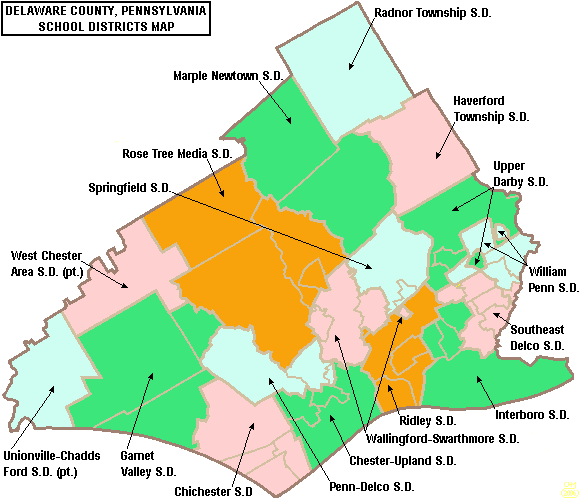
Mapa de los distritos escolares del Condado de Delaware en Pensilvania

El Distrito Escolar Upper Darby (Upper Darby School District, UDSD) es un distrito escolar de Pensilvania. Tiene su sede en el Municipio de Upper Darby, y sirve Upper Darby, Clifton Heights, y Millbourne.
Gestiona 14 escuelas, incluyendo un centro de kindergarten, 10 elementary schools, dos escuelas medias, y una escuela preparatoria (high school), Upper Darby High School. A partir de 2015 el distrito escolar UDSD tiene aproximadamente 12.000 estudiantes.